# ...Baby One More Time
...Baby One More Time je prvi studijski album ameriške pop pevke Britney Spears. 12. januarja 1999 ga je izdala založba Jive Records in ob izidu je užival svetovni komercialni uspeh, saj se je uvrstil med prvih pet albumov na glasbenih lestvicah v devetnajstih državah, od tega na prvo v petnajstih, vključno z ameriško lestvico Billboard 200. Album in njegovi singli so Britney Spears prinesli svetovno slavo.
Z izidom prvega in glavnega singla z albuma, pesmi »...Baby One More Time«, je Britney Spears postala pop fenomen; singl je zasedel prvo mesto na lestvici Billboard Hot 100, mesto, ki ga pevka kasneje še leta ni dosegla, dokler ji ni to zopet uspelo oktobra leta 2008 s singlom »Womanizer«.
Vsak singl z albuma se je uvrstil na prvo mesto lestvice v Združenem kraljestvu (UK Singles Chart) in med prve tri pesmi na evropski glasbeni lestvici (Eurochart Hot 100).
Besedilo pesmi z albuma in videospoti zanje so Britney Spears ustvarili tipično podobo nedolžnega dekleta v preporodu teen popa v poznih devetdesetih. Album je prejel štirinajstkratno platinasto certifikacijo s strani organizacije RIAA. Album ...Baby One More Time je po svetu prodal 26 milijonov izvodov in tako postal eden izmed najuspešnejših albumov vseh časov, hkrati pa do danes ostaja tudi najbolje prodajani album Britney Spears.

## Ozadje
Po vrnitvi v Kentwood ob ukinitvi serije The Mickey Mouse Club je njen odvetnik, Larry Rudolph, Britney Spears uredil avdicijo z višjim podpredsednikom glasbene založbe Jive Records, Jeffom Fensterjem. Fenster je o njej kasneje povedal: »Zelo redko slišimo nekoga njene starosti, ki lahko pesmi poda čustveno vsebino in komercialnost.« Po avdiciji se je za kratek čas pridružila dekliški glasbeni skupini Innosense, vendar je kmalu odnehala sodelovati s slednjimi. Založba ji je kasneje naročila, naj prične sodelovati s producentom Ericom Fosterjem Whiteom. Ker so bile pesmi, ki sta jih z njim posnela, vodji založbe všeč, je Britney Spears album začela promovirati skoraj leto dni, preden je slednji sploh izšel. Odletela je do studijev Cheiron v Stockholmu, Švedska, kjer so med marcem in aprilom 1998 posneli polovico albuma s producenti, kot so Max Martin, Denniz Pop, Rami Yacoub in drugi. Produkcija albuma se je pričela novembra 1998 s snemanjem njene verzije pesmi »The Beat Goes On« Sonnyja Bona in Cher, ki jo je producirala britanska glasbena skupina All Seeing I.
Kaseta, preko katere je izšla njena verzija te pesmi, je kasneje postala tudi del brošure singla »...Baby One More Time«. Mednarodna izdaja ima za naslovnico uporabljeno alternativno posneto fotografijo. Na fotografiji je Britney Spears, oblečena v belo, z rokami v položaju za moljenje. Fotografija je podobna sliki na naslovnici albuma Björk, Debut.
Na začetku so ob izidu v Združenih državah Amerike naslovnice albuma natisnili v različnih barvah. Ozadje je bilo modro z rumenimi rožami, rožnato z zelenimi rožami ali rumeno z vijoličnimi rožami. Kasneje so ozadje poenostavili in danes večkrat zasledimo izvode, na katerih je naslovnica albuma ...Baby One More Time samo modra.

## Sestava
Britney Spears na začetku ni nameravala posneti pop glasbenega albuma, saj je, kot je povedala, nameravala peti »glasbo Sheryl Crow, le nekoliko mlajšo«, a je bila zadovoljna tudi s pop glasbo: »Zdelo se mi je bolj smiselno preiti na pop, ker ob tem lahko plešeš - to je bolj podobno meni.« Album ...Baby One More Time sestavljajo pesmi dance-pop zvrsti, zaradi česar so Britney Spears začeli primerjati z glasbenimi skupinami iz devetdesetih, kot sta banda Backstreet Boys in 'N Sync. Album vsebuje primarno pesmi pop zvrsti z zmernim teen popom. Kot večina besedil pesmi iz teen pop albumov iz devetdesetih se tudi besedila pesmi iz albuma ...Baby One More Time osredotočajo na najstniške teme, kot so ljubezen, razhodih, poželenju in veselju.
Pesem »...Baby One More Time«, prvi singl iz albuma, je postala največja uspešnica v karieri Britney Spears in zasedla prvo mesto na glasbenih lestvicah v vseh državah, kjer je izšla. Singlov videospot, v katerem se je Britney Spears pojavila kot učenka katoliške šole, je sprožil veliko kontroverznosti. Pesem »(You Drive Me) Crazy«, po vrsti druga pesem iz albuma, je izšla kot tretji singl in postala mednarodna uspešnica. Posneli so tudi remiks zanjo, remiks The Stop!, ki so ga izdali za promocijo filma Drive Me Crazy. Drugi singl iz albuma, »Sometimes«, je postal tretja pesem na albumu in je pop balada o zaljubljenosti. Singl se je v trinajstih državah uvrstil med prvih deset pesmi na lestvici. Četrta pesem iz albuma, »Soda Pop«, je bila s strani glasbenih kritikov deležna toplega sprejema, saj naj bi bila »zabavna najstniška pop reggae pesem«. Peta pesem iz albuma, »Born to Make You Happy«, je najstniška pesem z zmernim tempom, ki je v Evropi izšla kot albumov četrti singl in na lestvicah tako kot njeni predhodniki požela velik uspeh. To je postal njen prvi singl, ki je izšel samo zunaj Združenih držav Amerike, čeprav je Britney Spears na začetku prosila, naj besedilo napišejo še enkrat, saj naj bi bilo preveč seksualno za njeno kariero v tistem trenutku. Pesem »From the Bottom of My Broken Heart«, balada o prvi ljubezni, je izšla kot albumov četrti singl v Združenih državah Amerike in Avstraliji, kjer je zaradi uspešne prodaje na glasbenih lestvicah zasedla sedeminštirideseto ter trinajsto mesto.
Sedma pesem iz albuma, »I Will Be There«, govori o veselju in prijateljstvu. Duet z Donom Phillipom, »I Will Still Love You«, pripoveduje zgodbo o večni ljubezni. Albumova deveta pesem, »Thinkin’ About You«, je pop pesem s hitrim tempom. Pesem »E-Mail My Heart«, deseta pesem iz albuma, je prejela negativne ocene s strani glasbenih kritikov in postala ena izmed najmanj uspešnih pesmi na albumu. Zadnja pesem iz albuma, »The Beat Goes On«, je njena verzija istoimenske pesmi Sonnyja Bona in Cher iz njunega albuma In Case You’re in Love (1967). V prvo promocijo ob izidu albuma maja 1999 je bila vključena tudi reklama, v kateri Britney Spears poje to pesem. V reklami Britney Spears oglašuje album Millennium glasbene skupine Backstreet Boys, ki so imeli podpisano isto založbo, kot ona, in prepeva dele singlov iz tega albuma. Celotna reklama s pesmijo »The Beat Goes On« je nazadnje trajala pet minut in triinpetdeset sekund. Britney Spears je posnela tudi svojo verzijo pesmi »I'll Never Stop Loving You« popularne pevke iz devetdesetih, J'Son. Pesem je izšla kot B-stran singla »...Baby One More Time«, hkrati pa tudi kot dodatna pesem izven albuma. Napisala je tudi svojo prvo pesem, naslovljeno kot »I'm So Curious«, ki je izšla kot B-stran singla »Sometimes«

## Sprejem kritikov
Album ...Baby One More Time je s strani glasbenih kritikov prejemal v glavnem pozitivne ocene. Stephen Thomas Erlewine s spletne strani Allmusic mu je podelil štiri od petih zvezdic, kar je komentiral z: »Baby One More Time ima podobno mešanico obsedenosti, rapovskega dance-popa in nežnih balad, kot tista dela, s katerimi so zasloveli New Kids on the Block in Debbie Gibson.« Stephen Thomas Erlewine je poleg tega pohvalil tudi kvalitetne single, kot so »...Baby One More Time«, »(You Drive Me) Crazy«, »Soda Pop« in »From the Bottom of My Broken Heart«. Novinar revije Entertainment Weekly je album ocenil pozitivno, vendar je kljub temu napisal, da »Spearsova zveni precej podobno mlajši sestri člana glasbene skupine Backstreet Boys.« Revija Rolling Stone je albumu podelila dve zvezdici od petih, pri čemer je novinar pohvalil »obsežne ujemajoče se melodije«, vendar hkrati napisal tudi, da »poceni počasnost brez sramu... to je popolnoma nezaželeno.«

## Dosežki na lestvicah
Album ...Baby One More Time je z 120.500 prodanimi izvodi v prvem tednu od izida pristal na vrhu ameriške glasbene lestvice Billboard 200, pri čemer je premagal album Flesh of My Flesh, Blood of My Blood raperja DMX-ja, ki je prej na prvem mestu te lestvice ostajal tri tedne. V naslednjih dveh tednih sta vrh lestvice zasedel albuma glasbenikov Silkka The Shockerja in Foxyja Browna, ki sta prodala več kot 181.594 izvodov. V četrtem tednu od izida je album ...Baby One More Time ponovno zasedel vrh lestvice, saj je tisti teden prodal več kot 229.300 izvodov. V prvih petih tednih na lestvici je album vsega skupaj prodal 804.200 izvodov. V prihodnjem tednu je album ponovno zasedel prvo mesto na lestvici, kjer je ostal še štiri tedne in po podatkih Nielsen SoundScana v tistem času prodal 197.500 izvodov. Nekaj tednov po tem, ko je izpadel iz prvega mesta, je album še naprej ostajal med najbolje prodajanimi albumi, saj je po podatkih Nielsen SoundScana v naslednjem tednu prodal 167.900 izvodov. Ob vrnitvi na lestvico je album še naslednjih pet tednov preživel na vrhu lestvice. Do takrat je album ...Baby One More Time že prodal 1,8 milijona izvodov v komaj dveh mesecih od izida. Potem je na vrhu lestvice ostal še dva zaporedna tedna in po šestih tednih na prvem mestu je prodal več kot 3 milijone izvodov. V svojem sedeminštiridesetem mestu na lestvici Billboard 200 se je album še vedno držal dobro, saj je v vsakem tednu zasedel eno izmed prvih treh mest, hkrati pa je že prejel diamantno certifikacijo s strani organizacije Recording Industry Association of America (RIAA). Album ...Baby One More Time je na lestvici enainpetdesetkrat zasedel eno izmed prvih deset mest. Vsega skupaj je na lestvici Billboard 200 ostal stotri tedne, devetnajst tednov na lestvici Catalog Albums Chart in sedeminštirideset tednov na kanadski glasbeni lestvici.
Do konca leta je album ...Baby One More Time prodal 8.358.619 izvodov in tako postal drugi najbolje prodajani album v Združenih državah Amerike tistega leta, takoj za albumom glasbene skupine Backstreet Boys, Millennium, ki je prodal 9.445.732 izvodov. Poleg tega je postal sedemnajsti najbolje prodajani album leta 2000. 19. julija 2004 je album prejel štirinajstkratno platinasto certifikacijo s strani organizacije Recording Industry Association of America (RIAA). Album se je z 1,6 milijoni prodanimi izvodi uvrstil tudi na tretje mesto lestvice najbolje prodajanih albumov vseh časov BMG Music Cluba, takoj za albumom Come on Over (1,99 milijonov prodanih izvodov) Shanie Twain in Backstreet Boys glasbene skupine Backstreet Boys (1,72 milijonov prodanih izvodov). Od julija 2009 je album ...Baby One More Time po podatkih Nielsen SoundScana (slednji ne sešteva izvode albumov, prodane preko kluba BMG Music Service) v Združenih državah Amerike prodal več kot 10.534.000 izvodov. Kasneje se je ta številka povzpela na 12.154.000. Album se je takoj po izidu uvrstil na prvo mesto kanadske glasbene lestvice in na vrhu ostal devet zaporednih tednov. 12. decembra 1999 je album s strani organizacije Canadian Recording Industry Association za 1 milijon prodanih izvodov prejel diamantno certifikacijo.
Album je dva tedna preživel na drugem mestu evropske glasbene lestvice in na celini prodal štiri milijone izvodov, s čimer si je prislužil štirikratno platinasto certifikacijo s strani organizacije International Federation of the Phonographic Industry. Album ...Baby One More Time je zasedel drugo mesto na britanski lestvici, četrto mesto na francoski lestvici in prvo mesto na nemški lestvici ter prejel trikratno platinasto certifikacijo s strani organizacije British Phonographic Industry, dvakratno platinasto certifikacijo s strani organizacije Syndicat National de l'Édition Phonographique in trikratno zlato certifikacijo s strani organizacije International Federation of the Phonographic Industry, saj je v teh državah prodal 900.000, 600.000 in 750.000 izvodov.
Album ...Baby One More Time je maja 1999 zasedel tudi deveto mesto na avstralski glasbeni lestvici, devet tednov kasneje pa se je povzpel na drugo mesto na tej lestvici, takoj za soundtrackom televizijske serije Simpatije. Album je v Avstraliji postal sedmi najbolje prodajani album leta 1999 in za 280.000 prodanih izvodov prejel štirikratno platinasto certifikacijo s strani organizacije Australian Recording Industry Association v prihodnjem letu.. Album ...Baby One More Time je takoj ob izidu zasedel tretje mesto na novozelandski lestvici, takoj za albumom Come on Over Shanie Twain in albumom Talk on Corners glasbene skupine The Corrs. Organizacija Recording Industry Association of New Zealand je albumu podelila trikratno platinasto certifikacijo.

## Promocija
Zgodaj leta 1998 je Britney Spears nastopila na turneji Hair Zone Mall Tour, turneji po nakupovalnih centrih, ki se je odvijala tudi čez leto 1999. V sklopu te turneje je večkrat za kratek čas nastopila v nakupovalnih središčih po Združenih državah Amerike, večinoma v večjih mestih. Nastopala je približno trideset minut, spremljali pa sta jo dve plesalki. Njena založba, Jive Records, je kasneje povedala, da so s to turnejo začeli zato, da bi promovirali njen debitantski album (...Baby One More Time) ter jo pripravili na njeno prvo pomembnejšo turnejo. Turnejo so poznali tudi pod imenom »L'Orealova turneja po nakupovalnih središčih«, saj jo je sponzoriralo podjetje L'Oreal. Britney Spears je album promovirala tudi tako, da se je pojavila v raznih pogovornih oddajah in nastopala v živo povsod po svetu. Decembra 1998 se je prvič pojavila na MTV-jevi in Boxovi najpomembnejši lestvici videospotov. Nekaj tednov pred izidom njenega prvega albuma se je začela redno pojavljati v medijih, med drugim pa je zaigrala tudi v pogovornih oddajah Ricki Lake in Howie Mandel Show, 11. januarja 1999 pa je vodila podelitev nagrad American Music Awards. Pojavila se je v MTV-jevi oddaji Spring Break in v Nickelodeonovi oddaji All That. Poleg tega je morala zaradi poškodbe kolena prestaviti pojava v oddajah The Tonight Show with Jay Leno in Live With Regis And Kathie Lee.
Pred turnejo ...Baby One More Time Tour je Britney Spears gostovalno zaigrala v mnogih televizijskih serijah, vključno z oddajami The Tonight Show with Jay Leno 25. aprila, Nickelodeonovi 12. podelitvi nagrad Kids Choice Awards 1. maja, MTV-jevi oddaji FANatic 12. maja, oddaji Live With Regis & Kathie Lee 3. maja in pogovorni oddaji The Rosie O'Donnell Show 25. maja 1999. Pojavila se je tudi v nemški pogovorni oddaji Wetten, dass..? in v Top of the Pops 25. junija 1999 ter britanskih oddajah This Morning, CD:UK in National Lottery, obiskala pa je tudi japonsko glasbeno oddajo, imenovano Hey! Hey! Hey! Music Champ. Z vsemi temi pojavi je promovirala album ...Baby One More Time. Nastopila je tudi na italijanskem festivalu Bar. Medtem je zaigrala samo sebe v ABC-jevi televizijski seriji Sabrina, najstniška čarovnica. S tem je, kot je napisala revija People, vrnila uslugo igralki Melissi Joan Hart, ki je zaigrala v videospotu »(You Drive Me) Crazy«. Epizoda z Britney Spears je izšla 24. septembra leta 1999. Nato je 27. januarja tistega leta nastopila na 27. podelitvi nagrad American Music Awards in na CBS-jevi 42. podelitvi grammyjev 23. februarja. 27. septembra 1999 je nastopila v oddaji The Rosie O'Donnell Show. Naslednji dan je obiskala Carsona Dalyja in se ob 15.30 pojavila v oddaji Total Request Live. Nato je priredila manjši Disneyjev koncert, naslovljen kot »Britney Spears & Joey McIntyre In Concert«, kjer je v živo nastopala skupaj z Joeyjem McIntyreom.

### Turneja
Aprila 1999 so oznanili, da bo Britney Spears junija tistega leta pričela s svojo prvo turnejo, ...Baby One More Time Tour, s katero bo promovirala album. Čeprav je bila to njena prva samostojna turneja, je pevka že prej večkrat nastopala v živo. Že pred tem je namreč nastopila na turneji uspešne pop glasbene skupine 'N Sync. Turnejo je sponzoriralo podjetje Tommyja Hilfigerja, Tommy Jeans, pri katerem je Britney Spears delala kot fotomodel.

## Singli
- Pesem »...Baby One More Time« je postala prvi singl z albuma in je izšla jeseni leta 1998. Pesem je zasedla prvo mesto na lestvicah v več kot sedemdesetih državah, vključno z Združenimi državami Amerike, kjer se je januarja 1999 uvrstila na prvo mesto lestvice Billboard Hot 100 in tam ostala dva tedna.[40][41] Pristala je s 460.000 prodanimi izvodi v prvem tednu od izida tudi na prvem mestu lestvice v Združenem kraljestvu, s čimer je postal najbolje prodajani singl ženske ustvarjalke v Veliki Britaniji takrat.[42] Kasneje je pesem postala tudi najbolje prodajan singl leta 1999[43] in petindvajseta najuspešnejša pesem v zgodovini britanske glasbe z več kot 1,45 milijoni prodanimi izvodi.[42]
- Pesem »Sometimes« je izšla kot drugi singl z albuma. Pesem je zasedla prvo mesto na glasbenih lestvicah v Belgiji, Nizozemski, Novi Zelandiji in Španiji, uvrstila pa se je tudi med prvih pet pesmi na lestvicah v petnajstih drugih državah. Ker je v Združenih državah Amerike izšla samo preko radia, je na lestvici Billboard Hot 100 zasedla enaindvajseto mesto. Singl je zaradi videospota, ki so ga aprila 1999 posneli v Malibuju, Kalifornija, užival velik komercialni uspeh.
- Pesem »(You Drive Me) Crazy« je jeseni 1999 uradno izšla kot tretji singl z albuma. Postala je velika mednarodna uspešnica in zasedla prvo mesto na glasbenih lestvicah v treh državah, hkrati pa se je uvrstila med prvih pet pesmi na lestvicah v mnogih evropskih državah, kot so Francija, Združeno kraljestvo, Nemčija in Norveška. Singl se je uvrstil na deseto mesto na lestvici Billboard Hot 100 in je izšel tudi samostojno preko CD-ja. Pesem je promoviral tudi istoimenski film; v njem sta zaigrala Melissa Joan Hart in Adrian Grenier, ki sta se za kratek čas pojavila tudi v videospotu za pesem, posnetem na Redondo Beachu, Kalifornija.
- Pesem »Born to Make You Happy« je izšel kot četrti singl z albuma v izbranih evropskih državah. Pesem je postala drugi singl Britney Spears, ki je zasedel prvo mesto na glasbeni lestvici v Veliki Britaniji in Irski. To je bil hkrati tudi njen prvi singl, ki ni izšel v Združenih državah Amerike. Singl je leta 2000 prodal 3,6 milijonov izvodov po svetu.
- Pesem »From the Bottom of My Broken Heart« je izšel kot peti in zadnji (v Avstraliji in Združenih državah Amerike kot četrti) singl z njenega debitantskega albuma. Ker je njen prejšnji singl, »Born to Make You Happy«, izšel na drugih mednarodnih glasbenih trgih, je ta pesem postala prva pesem Britney Spears, ki je izšla samo v regijah, kot so Avstralija (kjer je na lestvici zasedel sedemintrideseto mesto) in Nova Zelandija. Pesem se je uvrstila med prvih dvajset pesmi na lestvici v Združenih državah Amerike zaradi uspešne prodaje - tam je nazadnje prodala milijon izvodov.

## Seznam pesmi
| Št. | Naslov                                          | Pisec                                                     | Producent(i)                             | Dolžina |
| --- | ----------------------------------------------- | --------------------------------------------------------- | ---------------------------------------- | ------- |
| 1.  | „...Baby One More Time‟                         | Max Martin                                                | Denniz PoP, Max Martin, Rami             | 3:30    |
| 2.  | „(You Drive Me) Crazy‟                          | Jörgen Elofsson, Per Magnusson, David Kreuger, Max Martin | Per Magnusson, David Kreuger, Max Martin | 3:17    |
| 3.  | „Sometimes‟                                     | Jörgen Elofsson                                           | Per Magnusson, David Kreuger             | 4:05    |
| 4.  | „Soda Pop‟                                      | Mikey Bassie, Eric Foster White                           | Eric Foster White                        | 3:20    |
| 5.  | „Born to Make You Happy‟                        | Kristian Lundin, Andreas Carlsson                         | Kristian Lundin                          | 4:03    |
| 6.  | „From the Bottom of My Broken Heart‟            | Eric Foster White                                         | Eric Foster White                        | 5:11    |
| 7.  | „I Will Be There‟                               | Max Martin, Andreas Carlsson                              | Max Martin, Rami                         | 3:53    |
| 8.  | „I Will Still Love You‟ (featuring Don Phillip) | Eric Foster White                                         | Eric Foster White                        | 4:02    |
| 9.  | „Deep in My Heart‟                              | Per Magnusson, David Kreuger, Andreas Carlsson            | Per Magnusson, David Kreuger             | 3:34    |
| 10. | „Thinkin' About You‟                            | Mikey Bassie, Eric Foster White                           | Eric Foster White                        | 3:35    |
| 11. | „E-Mail My Heart‟                               | Eric Foster White                                         | Eric Foster White                        | 3:41    |
| 12. | „The Beat Goes On1‟                             | Sonny Bono                                                | Eric Foster White                        | 3:43    |

1 Na zgodnjem promoviranju ameriške izdaje albuma je bilo dodatno sporočilo Britney Spears vključeno na konec pesmi »The Beat Goes On«. V njem se Britney Spears zahvali oboževalcem za nakup album in oglašuje album glasbene skupine Backstreet Boys, Millennium. Zaigrali so odlomke iz mnogih pesmi iz albuma in pred zadnjim odlomkom se Britney Spears še enkrat zahvali za nakup albuma album in pove, da upa, da bo vse kmalu videla na svoji turneji.
| Avstralska iTunesova razširjena verzija | Avstralska iTunesova razširjena verzija                                                | Avstralska iTunesova razširjena verzija | Avstralska iTunesova razširjena verzija |
| Št.                                     | Naslov                                                                                 | Besedilo                                | Dolžina                                 |
| --------------------------------------- | -------------------------------------------------------------------------------------- | --------------------------------------- | --------------------------------------- |
| 13.                                     | „I'll Never Stop Loving You‟ (B-stran pesmi »(You Drive Me) Crazy« [remiks The Stop!]) | Jason Blume, Steve Diamond              | 3:41                                    |
| 14.                                     | „Autumn Goodbye‟ (B-stran pesmi »...Baby One More Time«)                               | Eric Foster White                       | 3:42                                    |
| 15.                                     | „...Baby One More Time‟ (radijski remiks Davidsona Ospine)                             | Max Martin                              | 3:24                                    |
| 16.                                     | „...Baby One More Time‟ (radijski remiks Boyja Wunderja)                               | Max Martin                              | 3:29                                    |

| Izboljšana verzija | Izboljšana verzija                        | Izboljšana verzija |
| Št.                | Naslov                                    | Dolžina            |
| ------------------ | ----------------------------------------- | ------------------ |
| 1.                 | „Videospot pesmi »...Baby one More Time«‟ |                    |
| 2.                 | „Za kamerami na snemanju videospota‟      |                    |
| 3.                 | „Galerija s fotografijami‟                |                    |
| 4.                 | „Brošura‟                                 |                    |

| Posebna izdaja dodatnega CD-ja | Posebna izdaja dodatnega CD-ja                      | Posebna izdaja dodatnega CD-ja                            | Posebna izdaja dodatnega CD-ja |
| Št.                            | Naslov                                              | Besedilo                                                  | Dolžina                        |
| ------------------------------ | --------------------------------------------------- | --------------------------------------------------------- | ------------------------------ |
| 1.                             | „(You Drive Me) Crazy‟ (remiks The Stop!)           | Jörgen Elofsson, Per Magnusson, David Kreuger, Max Martin | 3:43                           |
| 2.                             | „(You Drive Me) Crazy‟ (remiks Spacedust Dark Duba) | Jörgen Elofsson, Per Magnusson, David Kreuger, Max Martin | 9:15                           |
| 3.                             | „(You Drive Me) Crazy‟ (remiks Spacedust Cluba)     | Jörgen Elofsson, Per Magnusson, David Kreuger, Max Martin | 7:20                           |
| 4.                             | „Autumn Goodbye‟                                    | Eric Foster White                                         | 3:42                           |

- Opomba: Prvi disk vsebuje štirinajst enakih pesmi kot mednarodna izdaja.
- Malezijska verzija ima mednarodno naslovnico in vključuje vseh enajst pesmi, plus »Deep In My Heart«, »I'll Never Stop Loving You« in »...Baby One More Time« (remiks Davidsona Ospine). Vključuje tudi dodatni CD, naslovljen kot Autumn Goodbye.
- Japonska verzija ima drugačno naslovnico, vendar še vedno vključuje originalne pesmi brez kakršnih koli dodatnih pesmi.
- Kitajska verzija ima drugačno naslovnico in vključuje vseh enajst pesmi, plus »Deep In My Heart«, »I'll Never Stop Loving You« in »...Baby One More Time« (remiks Boyja Wunderja),[44] vendar ne vključuje pesmi »Soda Pop«[45].
- Tajvansko verzijo sestavljajo pesmi, navedene zgoraj, vendar brez pesmi »...Baby One More Time« (remiks Boyja Wunderja) in vključuje dodatni CD z remiksi ter CD Autumn Goodbye namesto navadnega CD-ja. Tudi naslovnica je drugačna. Zraven je priložen še koledar.[46]

## Ostali ustvarjalci
| - Britney Spears – vokali, spremljevalni vokali - Daniel Boom – inženir - Jimmy Bralower – programiranje tolkal - Larry Busacca – fotografija - Andreas Carlsson – spremljevalni vokali - Tom Coyne – urejanje - Nikki Gregoroff – spremljevalni vokali - Nana Hedin – spremljevalni vokali - Andy Hess – bas - Tim Latham – inženir, mešanje - Tomas Lindberg – bas - Per Magnusson – sintetizator, programiranje, producent - David Kreuger – producent | - Max Martin – sintetizator, programiranje, spremljevalni vokali, producent, inženir, mešanje - Charles McCrorey – asistent inženirja - Andrew McIntyre – električna kitara - Jackie Murphy – umetniška direkcija, oblikovanje - Dan Petty – akustična kitara, električna kitara - Doug Petty – sintetizator - Don Philip – spremljevalni vokali - Albert Sanchez – fotografija - Aleese Simmons – spremljevalni vokali - Chris Trevett – inženir, mešanje - Eric Foster White – bas, urejanje, električna kitara, sintetizator, producent, inženir, programiranje tolkal, mešanje |

## Dosežki

### Tedenske lestvice
| Lestvica (1999)                                                | Dosežek |
| -------------------------------------------------------------- | ------- |
| Avstralija (ARIA Charts)                                       | 2       |
| Avstrija (Austrian Albums Chart)                               | 2       |
| Belgija - Flandrija (Ultratop)                                 | 2       |
| Belgija - Valonija (Belgian Walloon Albums Chart)              | 2       |
| Kanada (Canadian Albums Chart)                                 | 1       |
| Nizozemska (MegaCharts)                                        | 3       |
| Evropa (European Top 100 Albums)                               | 2       |
| Francija (Syndicat National de l'Édition Phonographique)       | 4       |
| Finska (Finnish Albums Chart)                                  | 4       |
| Nemčija (Media Control Charts)                                 | 1       |
| Madžarska (Mahasz)                                             | 4       |
| Japonska (Oricon)                                              | 9       |
| Mehika (Mexican Albums Chart)                                  | 1       |
| Nova Zelandija (Recording Industry Association of New Zealand) | 3       |
| Norveška (VG-lista)                                            | 5       |
| Švedska (Sverigetopplistan)                                    | 10      |
| Švica (Swiss Albums Chart)                                     | 1       |
| Združeno kraljestvo (UK Albums Chart)                          | 2       |
| Združene države Amerike (Billboard 200)                        | 1       |

### Lestvice ob koncu desetletja
| Lestvica (1990–1999) | Dosežek |
| -------------------- | ------- |
| Billboard 200        | 29      |

| Lestvica (2000–2009) | Dosežek |
| -------------------- | ------- |
| Billboard 200        | 81      |

### Certifikacije
| Regija                         | Certifikacija          | Prodaja    |
| ------------------------------ | ---------------------- | ---------- |
| Argentina (CAPIF)              | Platinasta             | 60.000     |
| Avstralija (ARIA)              | 4× Platinasta          | 280.000    |
| Avstrija (IFPI - Avstrija)     | Platinasta             | 50.000     |
| Belgija (BEA)                  | 3× Platinasta          | 150.000    |
| Brazilija (ABPD)               | Zlata                  | 100.000    |
| Kanada (CRIA)                  | Diamantna              | 1.000.000  |
| Finska (IFPI - Finska)         | Zlata                  | 37.865     |
| Francija (SNEP)                | 2× Platinasta          | 600.000    |
| Nemčija (BVMI)                 | 3× Zlata               | 750.000    |
| Mehika (AMPROFON)              | 2× Platinasta in zlata | 375.000    |
| Nizozemska (NVPI)              | 3× Platinasta          | 300.000    |
| Nova Zelandija (RIANZ)         | 3× Platinasta          | 45.000     |
| Norveška (IFPI - Norveška)     | Platinasta             | 50.000     |
| Poljska (ZPAV)                 | Diamantna              | 500.000    |
| Portugalska (AFP)              | 2× Platinasta          | 40.000     |
| Švedska (IFPI - Švedska)       | Platinasta             | 80.000     |
| Švica (IFPI - Švica)           | Platinasta             | 50.000     |
| Združeno kraljestvo (BPI)      | 3× Platinasta          | 900.000    |
| Združene države Amerike (RIAA) | 14× Platinasta         | 14.000.000 |
| Evropa (IFPI)                  | 4× Platinasta          | 4.000.000  |

### Ostali pomembnejši dosežki
| Predhodnik: Flesh of My Flesh, Blood of My Blood od DMX-ja Chyna Doll od Foxyja Browna FanMail by TLC           | Prvo mesto na lestvici Billboard 200 30. januar - 5. februar 1999 20. februar - 12. marec 1999 10.-23. april 1999     | Naslednik: Made Man od Silkka The Shockerja FanMail od TLC I Am... od Nas                             |
| Predhodnik: Big Shiny Tunes 3 od več ustvarjalcev Grammy Nominees od več ustvarjalcev Sogno od Andree Bocellija | Prvo mesto na kanadski glasbeni lestvici 30. januar - 5. februar 1999 20. februar - 12. marec 1999 10.-23. april 1999 | Naslednik: Grammy Nominees od več ustvarjalcev Sogno od Andree Bocellija Come on Over od Shanie Twain |
| Predhodnik: Open by Gotthard Sogno by Andrea Bocelli                                                            | Prvo mesto na švicarski glasbeni lestvici 28. marec - 11. april 1999 25. april - 2. maj 1999                          | Naslednik: Sogno od Andree Bocellija Bury the Hatchet od The Cranberries                              |

## Nagrade
| Leto | Nagrada                | Kategorija                               | Osvojila? |
| ---- | ---------------------- | ---------------------------------------- | --------- |
| 1999 | Billboard Music Awards | Ženski album leta                        | Da        |
| 2000 | Juno Awards            | Najbolje prodajani album — Tuj ali domač | Ne        |
| 2000 | American Music Awards  | Najljubši pop/rock album                 | Ne        |